# Кумыскудукский угольный разрез
 Кумыскуду́кский у́гольный разре́з (каз. Күмісқұдық көмір кеніші) — казахстанское угледобывающее предприятие. Разрабатывается компанией АО «Горнорудная компания „Sat Komir“». Разрез расположен на территории Бухар-Жырауского района Карагандинской области, в 35 километрах (по прямой) к востоку от города Караганды.

## История и описание
Верхнесокурская группа месторождений бурого угля расположена к востоку от города Караганды и является восточным крылом Карагандинского угольного бассейна. Во времена СССР, в районе сёл Тогызкудук (совхоз «Кузнецкий») и Кумыскудук, на базе месторождения планировалось создание Верхнесокурского топливно-энергетического комплекса (ТЭК). Предусматривалась закладка двух угольных разрезов мощностью 5 млн и 8 млн тонн угля, обогатительной фабрики для производства топлива и, в перспективе, электростанции мощностью 3 000 МВт, что сделало бы её второй по мощности в современном Казахстане после Экибастузской ГРЭС-1 (мощность 4 000 МВт).
Технический проект проект разреза годовой мощностью 1,5 миллиона тонн угля был разработан институтом «Карагандагипрошахт». Горные работы на месторождении были начаты в середине 2009 года. В ноябре того же года разрез был куплен казахстанским холдингом SAT & Company Кенеса Ракишева, зятя казахстанского политика И. Тасмагамбетова.
Балансовые запасы угля Кумыскудукского участка площадью 23 км² составляют 356 миллион тонн. Добывается бурый уголь марки Б-3. Средняя зольность угля — 22,8-27 %, низшая теплота сгорания — 5250-5700 ккал/кг, влага — 12,54 %. Объём добычи составляет около 1 миллиона тонн. Уголь разреза пригоден для переработки в синтетический газ и для коксования в качестве отощающей добавки к жирным углям.

## Деятельность
Вывоз угля осуществляется автосамосвалами на железнодорожную станцию Ботакара, а также в город Караганду через село Доскей. Интенсивное грузовое движение вызывает постепенное разрушение дорог и жилых домов в селе.